# Samara Ortiz
Samara Ortiz Cruz (* 16. Juli 1997 in Madrid) ist eine spanische Fußballspielerin. Zumeist wird sie als linke Außenverteidigerin eingesetzt. Seit 2014 verfügt sie auch über die aserbaidschanische Staatsangehörigkeit.

## Karriere

### Verein
Samara Ortiz begann mit sieben Jahren bei Rayo Vallecano mit dem Fußballsport. Bei den Madrileninnen gelangte sie 2012 in die B-Mannschaft, die in der Segunda División vertreten war, ehe sie 2013 innerhalb der zweiten Spielklasse zu CD Canillas wechselte. Die Frauenmannschaft von Letzteren wurde im Jahr 2016 von CD Tacón übernommen. Mit diesen erreichte Samara Ortiz in der Saison 2017/18 das Aufstiegsplayoff, scheiterte aber im Endspiel an EDF Logroño. Ein Jahr später hingegen setzte sie sich mit ihrer Mannschaft, nach Platz eins im Grunddurchgang, gegen Saragossa CFF und Santa Teresa CD durch und gelangte in die höchste Spielklasse. Mit CD Tacón brachte es Samara Ortiz in der Saison 2019/20 auf 14 Einsätze in der Primera División, ihre Mannschaft beendete die Meisterschaft, die aufgrund der COVID-19-Pandemie nach 21 von 30 Runden für beendet erklärt wurde, auf dem zehnten Rang. Im Sommer 2020 wurde CD Tacón von Real Madrid übernommen und bildete fortan ihre Frauenfußballsektion. Bei den „Königlichen“ kam Samara Ortiz über die Reservistenrolle nicht hinaus und bestritt nur fünf Spiele, am 20. Juni 2021 gelang ihr gegen Santa Teresa CD aus einem Elfmeter, den sie selbst herausgeholt hatte, ihr erstes Tor in der höchsten Spielklasse. Im Sommer 2021 verließ Samara Ortiz Real Madrid und wechselte in die dänische 3F Ligaen zu Brøndby IF. Im August bestritt sie mit ihrem Team die Qualifikation zur Women’s Champions League, scheiterte jedoch in der ersten Runde im Halbfinale mit 1:0 an Kristianstads DFF. Im Spiel um Platz drei besiegte Brøndby den 1. FC Slovácko mit 2:1, Samara stand in beiden Fällen in der Startformation. In der Meisterschaft erreichte sie mit ihrer Mannschaft den dritten Platz und kam in zehn Begegnungen zum Einsatz. Im Pokal erzielte Samara Ortiz in der zweiten Runde beim 3:1-Sieg ihrer Mannschaft gegen Sundby BK das Tor zum Endstand. Im Sommer 2022 wechselte Samara Ortiz zum spanischen Zweitligisten Deportivo La Coruña.

### Nationalmannschaft
Samara Ortiz erhielt im Jahr 2014 zusammen mit einer Reihe weiterer spanischen Spielerinnen, darunter ihre Zwillingsschwester Malena, auf Betreiben der damaligen aus Madrid stammenden U-19-Teamchefin Aserbaidschans Patricia González, die aserbaidschanische Staatsangehörigkeit, um für deren Nationalmannschaft dieser Altersklasse zu spielen. Am 13. September 2014 feierte sie in der ersten Runde der Qualifikation zur U-19-Europameisterschaft 2015 ihr Debüt für Aserbaidschan, ihre Mannschaft scheiterte als Tabellendritter. Auch an der Qualifikation zur U-19-EM 2016 nahm Samara teil. Diesmal überstand Aserbaidschan die erste Runde mit drei Siegen aus ebenso vielen Spielen und zog überraschend in die Eliterunde ein, wo man in einer Gruppe mit Deutschland, Irland und Polen scheiterte. Samara bestritt alle sechs Spiele.

## Familie
Samara Ortiz ist Tochter eines spanischen Vaters und einer kubanischen Mutter. Ihre eineiige Zwillingsschwester Malena ist ebenfalls Fußballerin und spielte bis 2021 stets mit ihr im selben Team.